# Palmitinska kiselina
Palmitinska kiselina, ili heksadekanska kiselina u IUPAC nomenklaturi, je jedna od najrasprostranjenijih zasićenih masnih kiselina nađenih u životinjama i biljkama. Njena molekulska formula je . Kao što proističe iz imena, ona je glavna komponenta ulja dobijenog iz palmi (palmino ulje, ulje palmine koštice i kokosovo ulje). Reč palmitinska potiče od fr. palmitique reči, sa značenjem srž palme.
Palmitinsku kiselinu je otkrio Edmond Fremi 1840. kao proizvod saponifikacije palminog ulja. Maslac, sir, mleko i meso takođe sadrže ovu masnu kiselinu. Palmitatima se nazivaju soli ili estri palmitinske kiseline. Palmitinski anjon se može detektovati na neutralnim  vrednostima.
Hidrogenacija palmitinske kiseline daje cetil alkohol.

## Biohemija
Palmitinska kiselina je prva masna kiselina proizvedena tokom lipogeneze (sinteze masnih kiselina) i iz nje se nastaju duže masne kiseline. Palmitat formira negativnu povratnu spregu sa acetil-CoA karboksilazom (ACC) koja je odgovorna za konvertovanje acetil- u malonil-CoA koji se koristi za dodavanje na rastući acil lanac, čime sprečava dalje formiranje palmitata. U biologiji se neki proteini modifikuju dodavanjem palmitoil grupe u procesu palmitoilacije. Palmitoilacija je važna za membransku lokalizaciju mnogih proteina.

## Napalm
Derivati palmitinske kiseline su bili korišćeni u kombinaciji sa naftom tokom Drugog svetskog rata za proizvodnju napalma (aluminijum naftenat i aluminijum palmitat).